# 短嘴黑凤头鹦鹉
，是澳大利亚西南部特有的一種黑凤头鹦鹉属鳥類。它于1948年由博物学家伊万·卡纳比首次識別。由于短喙黑鳳頭鸚鵡大部分栖息地因土地开发而被破壞，該物種已被澳大利亚政府和西澳大利亚州政府以及國際自然保護聯盟列为瀕危物種。

## 外部連結
- 维基共享资源上的相關多媒體資源：細嘴黑鳳頭鸚鵡
- 維基物種上的相關：細嘴黑鳳頭鸚鵡
- VIREO上細嘴黑鳳頭鸚鵡的圖片
- Xeno-canto上有关細嘴黑鳳頭鸚鵡的錄音